# Лисянський район
Ли́сянський райо́н — колишня адміністративно-територіальна одиниця Черкаської області. Районний центр — містечко Лисянка. Площа району становила 755 км² (3,57 % від площі області).
Лисянщина займала помітне місце в історії України, адже тут провів свою молодість Тарас Шевченко, Лисянку вважають однією з батьківщин гетьмана Богдана Хмельницького, тут проходили запеклі бої Корсунь-Шевченківської битви.

## Географія
Межував на півночі зі Ставищенським, Таращанським та Богуславським районами Київської області, на сході з Корсунь-Шевченківським, на південному сході та півдні зі Звенигородським, на південному заході з Маньківським, на заході із Жашківським районами Черкаської області.
Район розташовувався на Придніпровській височині Східноєвропейської рівнини, в басейні Гнилого Тікича.
Крайні точки:
- 49°22′10″ пн. ш. 30°36′28″ сх. д. / 49.36944° пн. ш. 30.60778° сх. д. — північна;
- 49°08′00″ пн. ш. 30°29′10″ сх. д. / 49.13333° пн. ш. 30.48611° сх. д. — південна;
- 49°11′30″ пн. ш. 30°23′40″ сх. д. / 49.19167° пн. ш. 30.39444° сх. д. — західна;
- 49°17′10″ пн. ш. 30°58′30″ сх. д. / 49.28611° пн. ш. 30.97500° сх. д. — східна.

## Природа

### Геологія
Тектонічною структурою Лисянського району є Український кристалічний щит з виходами кристалічних порід на поверхню. Кристалічний фундамент (базальти, граніти, гнейси, сланці та кварцити) має потужність приблизно 45 км. Зверху він перекритий осадовим чохлом (пісок, глина, вапняк) потужністю 250 м.
В архейську еру на території району височіли складчасті гори висотою до 4000 м; у протерозойську еру гори зруйнувались, але утворився глибинний розлом у земній корі по лінії Петрівська Гута-Журжинці-Лисянка-Смільчинці. В палеозойську еру гори остаточно зруйнувались. Пізніше територія району зазнавала підняттів (кембрій та ордовик) та опускань (девон та силур), але залишалась островом посеред моря Тетіс. На початку кайнозою Лисянщину вкривало море, що відступило в кінці палеогенового періоду, залишивши після себе відклади вапняку, білого піску, бентонітових та палигорськітових глин. Неогеновий період відзначився чергуванням 4 льодовикових та міжльодовикових епох. Межа найбільшого Дніпровського зледеніння проходила лівим берегом річки Гнилий Тікич, а подекуди льодовик перетнув річку та досяг території по лінії Ріпки-Лисянка-Журжинці. Останній льодовиковий період відступив 12 000 років тому, залишивши після себе відклади коричневих глин, суглинків, піску та лесів.

### Рельєф
Рельєф широко-хвилястий з відносною висотою 112 м, є результатом діяльності як внутрішніх сил Землі (магматизму, рухів кори), так і зовнішніх сил — вивітрювання, гравітації, дії текучих вод, льодовиків, живих організмів, господарської діяльності людини. Значна розчленованість рельєфу зумовлена складом гірських порід території — тонкодисперсні льодовикові, водно-льодовикові та лесові відклади, що легко піддаються водній та вітровій ерозії. Характерними формами рельєфу є річкові долини з руслами, старицями, заплавами, терасами та порогами, широкохвилясті пагорби, на схилах яких зустрічаються ритвини, вимоїни, яри, балки, зсуви та поди. Рукотворними формами рельєфу є кар'єри (наприклад, Дашуківський), терикони, тераси, греблі, кургани, вали (Бурти, Змієві Вали). На формування рельєфу вплинули також і біогенні чинники: нори, купини, кротовини, мурашники тощо.
Абсолютні відмітки над рівнем моря:
- найнижча — 135 м (49°12′33″ пн. ш. 30°55′17″ сх. д. / 49.20917° пн. ш. 30.92139° сх. д.)
- найвища — 247 м (49°17′03″ пн. ш. 30°32′47″ сх. д. / 49.28417° пн. ш. 30.54639° сх. д.)

### Ґрунти
Серед сотень генетичних типів та видів ґрунтів Лисянського району найпоширенішими є чорноземи типові та реградовані, темно-сірі лісові, сірі та ясно-сірі опідзолені, лучні, чорноземно-лучні болотні та чорноземно-болотні ґрунти. На відміну від інших природних ресурсів та засобів виробництва, за правильного процесу використання, ґрунт не тільки не деградує, а й поліпшує основну свою якість — родючість. Проте, близько третини ґрунтів Лисянщини є реградованими. Боротьбу з ерозією проводять вилученням з рільництва силових земель та їх заліснення.

### Внутрішні води
Територія Лисянського району належить до басейнів трьох річок — Гірського Тікичу (південний захід), Росі (північний схід) та Гнилого Тікичу. Головною водною артерією району є річка Гнилий Тікич басейну Південного Бугу. Він протікає з півночі на південний схід, утворюючи численні меандри. Найбільшими притоками в межах району є річки Боярка, Свинотопка та Гончариха.
Басейн Гнилого Тікичу
- Безіменна (права)
- Чайки (ліва)
- Попівка (права)
- Соломійка (ліва)
- Боярка (ліва)
- Калинівка (ліва)
- Риштаки (права)
- Свинотопка (права)
- Гончариха (права)
- Фоска (Жаб'янка) (права)
- Лиска (ліва)
- Зубря (ліва)

Басейн Гірського Тікичу

Річкові басейни району

- Срібна (ліва притока Гірського Тікичу)
- Пожиточна (ліва)
- Рубанка (ліва)

Басейн Росі
- Котова (права притока Хороброї, правої притоки Росі)

У районі збудовано 186 ставків, загальна їхня площа водного дзеркала становить 1525 га. Найбільшими такими водоймами є Случівський став на річці Пожиточна (басейн Гірського Тікичу) та Лисянський став перед Лисянською ГЕС.

### Клімат
Клімат Лисянського району помірно континентальний. Літо тепле, дещо посушливе, зима м'яка з частими відлигами. Пересічна річна температура становить +7,7 °C. Найтепліший місяць — липень, з пересічною температурою +20,8 °C, найхолодніший — січень, з пересічною температурою −5,8 °C. Щорічна кількість опадів сягає 450—510 мм.
Кут падіння сонячних променів, що є головним кліматотворчим чинником, змінюється від 17° взимку до 63° влітку. Сумарна сонячна радіація становить 445 Мдж/м² за рік.
В районі переважають західні вітри — повітряні маси з Атлантичного океану (40 % днів в рік), що пов'язано з циклонічною діяльністю приблизно 45 днів на рік. Східна циркуляція повітря (34 % днів) пов'язана з антициклонами (приблизно 35 днів). 26 % днів року панують арктичні повітряні маси.
Таблиця клімату Лисянського району:
| Місяць   | Пересічна t, °C | Мінімальна t, °C | Максимальна t, °C | Опади, мм | Вологість повітря, % | Переважаючий вітер |
| -------- | --------------- | ---------------- | ----------------- | --------- | -------------------- | ------------------ |
| Січень   | −5,8            | −31,9            | +10,6             | 27        | 85                   | -                  |
| Лютий    | −5,3            | −32,9            | +10,0             | 25        | 85                   | Пд.-Сх.            |
| Березень | −0,1            | −11,0            | +20,9             | 27        | 75                   | Пн.-Зх.            |
| Квітень  | +7,1            | −1,2             | +24,9             | 39        | 58                   | Пн.-Зх.            |
| Травень  | +14,3           | +1,0             | +28,1             | 60        | 51                   | Пн.-Зх.            |
| Червень  | +18,3           | +2,4             | +32,6             | 74        | 56                   | Пн.-Зх.            |
| Липень   | +20,8           | +3,2             | +36,8             | 68        | 55                   | Пд.-Сх., Пд., Зх.  |
| Серпень  | +19,5           | +2,4             | +32,4             | 53        | 51                   | Пд.-Сх.            |
| Вересень | +14,4           | −3,8             | +35,1             | 39        | 54                   | Пд.-Сх.            |
| Жовтень  | +8,5            | −18,8            | +30,9             | 36        | 66                   | Пн.-Зх.            |
| Листопад | +1,5            | −22,4            | +15,2             | 31        | 80                   | Пн.-Зх., Зх.       |
| Грудень  | −3,5            | −32,9            | +13,3             | 29        | 87                   | Пн.-Зх., Зх.       |
| За рік   | +7,7            | -32,9            | +36,8             | 508       | 67                   | Пн.-Зх.            |

### Фізико-географічне районування

ФГ районування

Район розташований на Придніпровській височині Східно-Європейської рівнини, у басейні середньої течії річки Гнилий Тікич в межах Східноєвропейської фізико-географічної країни лісостепової природної зони Дністровсько-Дніпровської височинної фізико-географічної провінції.
Північна частина Лисянщини, що в антропогенному періоді (останні 2 млн років) зазнала прямого впливу Дніпровського зледеніння (180 тис. років тому) по лінії Ріпки-Журжинці, належить до Північнопридніпровської височинної області (I), а південна Лисянщина — до Центральнопридніпровської височинної області (II).
Остання поділяється на 2 фізико-географічних райони:
- Притікицький (правобережний; b), в басейні Гірського та Гнилого Тікича
- Тясмино-Вільшанський (лівобережний; a), в басейні Тясмину та Вільшанки

### Ландшафтний поділ

Діаграма розподілу землі

81 % території району перетворено на сільськогосподарські угіддя. Для решти земель характерні такі ландшафти:
- заплавні рівнини, лучні та лучно-болотні заплави та плавні, терасові луки
- хвилясті лесові рівнини з чорноземами глибокими
- хвилясті лесові рівнини з сірими лісовими та темно-сірими опідзоленими ґрунтами
- лучно-степові височини розчленовані
- дубові та грабові ліси (грабові діброви)
- хвойні ліси

### Природно-заповідні території
Серед природно-заповідних об'єктів в Лисянському районі виділяють заказники місцевого значення (16 гідрологічних та 1 ентомологічний), 2 гідрологічні пам'ятки природи місцевого значення, парк — комплексна пам'ятка садово-паркового мистецтва, комплексна пам'ятка природи загальнодержавного значення та цінна гідрологічна природна територія, що охороняється з метою віднесення її до природно-заповідного фонду.
Серед пам'яток природи місцевого значення (загальна площа 0,7 га):
- Калиновий Кущ — село Хижинці
- Громова Вода — село Писарівка

Парк — пам'ятка садово-паркового мистецтва — Рубаний міст в однойменному селі (площа 4,8 га), пам'ятка природи загальнодержавного значення — Козацькі Вали в селі Хижинці (площа 8 га) та Карлсбад в Лисянці (цінна гідрологічна природна територія, що охороняється з метою віднесення її до природно-заповідного фонду області).

## Історія

Лисянщина на карті Київської губернії (XVIII ст.)

В X столітті територія району належала до Київського князівства, з 1471 року — до Київського воєводства Великого Литовського князівства. З 1569 року край належить до Київського воєводства Речі Посполитої. З 1648 року Боярська та Кам'янобрідська сотні належали до Білоцерківського полку, Лисянський полк включав сотні: Вільшанську, Ситниківську, Сахнівську, Мліївську, Городищенську, а в період ліквідації полку — сотні Лисянки (Гавриленкова, Демкова та Лисянська) входили до складу Корсунської полку. З 1797 року Лисянська, Боярська, Виноградська та Журжинецька волості входили до Звенигородського повіту Київської губернії, села Чаплинка, Шушківка, Петрівка-Попівка та Тетянівка — до Таращанського повіту.
У 1923 році відповідно до постанови ВУ ЦВК було утворено Лисянський район в складі Київської області, до якого увійшли містечко Лисянка та 38 сіл, об'єднаних у 27 сільських та 1 селищну ради. З 1954 року район став складовою новоутвореної Черкаської області. В 1963 році у зв'язку з укрупненням районів, Лисянський був розформований. Але 1 січня 1965 року знову відновлений в колишніх межах.
05.02.1965 Указом Президії Верховної Ради Української РСР передано Чижівську сільраду Лисянського району до складу Звенигородського району.
За період радянської влади низка населених пунктів Лисянщини зникли — села Тетянівка та Буда-Журжинська, — або ж об'єднані з іншими поселеннями. Так 12 липня 1958 року село Брідок було приєднано до складу села Порадівка, село Харченків — до села Боярка, село Червона Зірка — до села Розкошівка, село Франківка — до села Кам'яний Брід.
25 червня 1965 року село Порадівка було приєднано до села Боярка, 3 липня 1970 року село Жовтень (Монастирок) — до містечка Лисянка. Окрім того низка населених пунктів відійшли до сусідніх районів — села Павлівка та Тинівка увійшли до складу Жашківського району.

## Політика
25 травня 2014 року відбулися Президентські вибори України. У межах Лисянського району було створено 39 виборчих дільниць. Явка на виборах складала — 70,65 % (проголосували 13 885 із 19 654 виборців). Найбільшу кількість голосів отримав Петро Порошенко — 48,71 % (6 764 виборців); Юлія Тимошенко — 18,30 % (2 541 виборців), Олег Ляшко — 12,86 % (1 786 виборців), Анатолій Гриценко — 11,07 % (1 537 виборців). Решта кандидатів набрали меншу кількість голосів. Кількість недійсних або зіпсованих бюлетенів — 0,86 %.

## Населення

### Чисельність
Населення району становить 24 795 особи (станом на 1 вересня 2011 року), в тому числі сільського — 16 589, а міського — 8 206. Динаміка чисельності району за останні роки від'ємна. Якщо в 1989 році населення району становило 32 603 особи, то в 2001 році воно знизилось до 29 100 осіб, за переписом 2005 року склало всього 27 362 особи, а в 2010 році становило 25 027

Діаграма національного складу населення району

### Щільність
Щільність населення району становить 36,7 чол/км², що свідчить про малу заселеність краю. Для порівняння щільність області — 69 чол/км², України — 79 чол/км². Населені пункти розподілені територією району рівномірно, найбільше скупчення спостерігається в долині річки Гнилий Тікич та на південному сході.

### Національний склад
Національний склад населення району взагалі одноманітний — 97,3 % складають українці, а це 26 630 осіб. Серед національних меншин найбільшу частку становлять росіяни — 2,1 % або 582 особи.

## Населені пункти

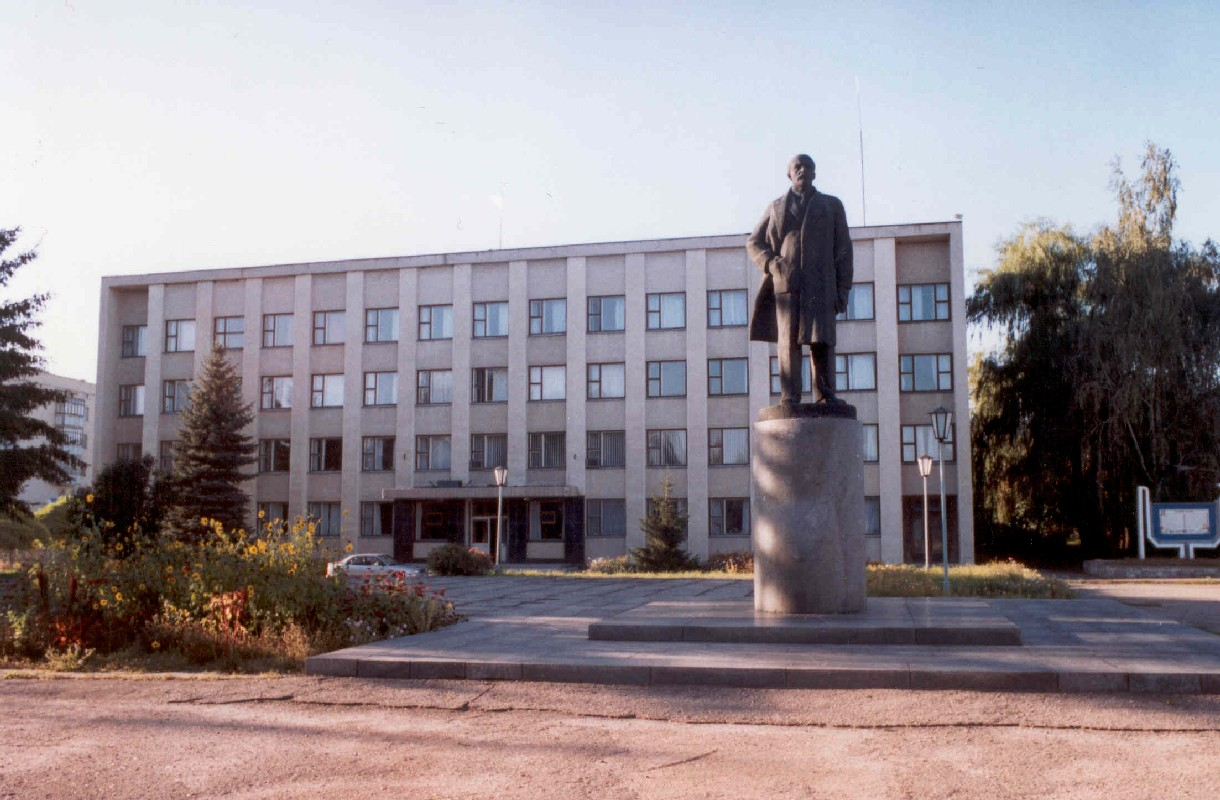
Містечко Лисянка

В районі знаходиться 39 населених пунктів, з яких 1 містечко (смт), 35 сіл та 3 селища:
| №  | Населений пункт | Населення, осіб, (2005) |
| -- | --------------- | ----------------------- |
| 1  | Лисянка         | 8056                    |
| 2  | Бужанка         | 1828                    |
| 3  | Почапинці       | 1281                    |
| 4  | Виноград        | 1248                    |
| 5  | Кам'яний Брід   | 905                     |
| 6  | Журжинці        | 864                     |
| 7  | Босівка         | 828                     |
| 8  | Вотилівка       | 726                     |
| 9  | Боярка          | 725                     |
| 10 | Шубині Стави    | 698                     |
| 11 | Хижинці         | 654                     |
| 12 | Смільчинці      | 645                     |
| 13 | Федюківка       | 631                     |
| 14 | Чаплинка        | 614                     |
| 15 | Ріпки           | 587                     |
| 16 | Будище          | 552                     |
| 17 | Яблунівка       | 545                     |
| 18 | Жаб'янка        | 513                     |
| 19 | Дашуківка       | 475                     |
| 20 | Рубаний Міст    | 454                     |

| №  | Населений пункт  | Населення, осіб, (2005) |
| -- | ---------------- | ----------------------- |
| 21 | Погибляк         | 447                     |
| 22 | Мар'янівка       | 431                     |
| 23 | Шестеринці       | 427                     |
| 24 | Розкошівка22     | 373                     |
| 25 | Семенівка        | 369                     |
| 26 | Верещаки3        | 290                     |
| 27 | Орли16           | 288                     |
| 28 | Петрівка-Попівка | 269                     |
| 29 | Тихонівка        | 263                     |
| 30 | Дібрівка         | 250                     |
| 31 | Писарівка        | 250                     |
| 32 | Ганжалівка12     | 199                     |
| 33 | Петрівська Гута6 | 186                     |
| 34 | Чеснівка11       | 140                     |
| 35 | Товсті Роги7     | 128                     |
| 36 | Шушківка14       | 97                      |
| 37 | Дубина21         | 52                      |
| 38 | Кучківка17       | 42                      |
| 39 | Михайлівка10     | 32                      |

Примітки: 1. жирним шрифтом вказано смт, курсивом — селища; 2. верхній індекс вказує на номер поселення, до місцевої ради якого належить населений пункт

## Економіка

### Сільське господарство
На 1 січня 2008 року сільське господарство району використовувало 60 650 га угідь, з них 85 % (51 516 га) складає рілля, 7 % (4355 га) — сіножаті, 6 % (3774 га) — пасовища та 2 % (1005 га) — сади. Серед найбільших сільськогосподарських підприємств Лисянщини можна виділити такі (станом на 21 грудня 2008):
- ТОВ НВФ «Урожай» (Боярка, Чаплинка) — 6 200 га
- СТОВ «Світанок» (Бужанка, Жаб'янка, Тихонівка) — 4 830 га
- ТОВ «Приват-Агро-Черкаси» (Виноград, Босівка, Кам'яний Брід) — 3 292 га
- СТОВ АФ «Злагода» (Семенівка, Дашуківка) — 2 072 га
- ВАТ «Шубиноставське» (Шубині Стави) — 1 940 га
- ПП «Віта-Колос» (Товсті Роги) — 1 672 га
- СТОВ імені Б.Хмельницького (Шестеринці) — 1 555 га
- ТОВ «Поділ» (Лисянка) — 1 534 га
- СТОВ «Бужанське» (Бужанка, Лисянка) — 1 504 га

Серед рослинництва виділяються посіви зернових культур (станом на 1 січня 2008): 41 % пшениця (10 201 га), 35 % ячмінь (8763 га), 21 % кукурудза (5408 га). Сіють також гречку (358 га), горох (321 га), жито (270 га), овес (58 га), просо (38 га) та квасолю (29 га). Серед технічних культур виділяються цукровий буряк (30 %; 4458 га), соя (26 %; 3801 га), соняшник (25 %; 3667 га) та ріпак (19 %; 2765 га). Кормові культури розподілились таким чином: 37 % багаторічні трави (1760 га), 20 % кукурудза на силос (963 га), 18 % однорічні трави (868 га), 14 % кормовий буряк (645 га), а також 8 % безпокривні трави (358 га) та 3 % гарбузи (145 га).
Серед галузей тваринництва в районі розвинені свинарство (понад 15 тис. голів), бджільництво (3,5 тис. сімей), скотарство (близько 3,5 тис. голів великої рогатої худоби) та конярство (понад 100 голів). Розвинене присадибне птахівництво та річкове й ставкове рибальство.

### Промисловість
Оскільки район є сільськогосподарським, то промисловість розвинена досить слабко. На Лисянщині зареєстровано всього 21 підприємство виробничої інфраструктури. Найбільшим серед них є ВАТ «Дашуківські бентоніти» на базі Черкаського родовища бентонітових глин. Родовище було розвідане ще в 1949 році. Його запаси становлять 50 млн т, виробничі потужності — 200 тис. т у рік. Найбільшими споживачами продукції є понад 200 підприємств машинобудування, чорної металургії, хімічної та нафтовидобувної промисловості України, Росії, Білорусі, країн Прибалтики, Близького Сходу та Євросоюзу.
У районі працюють понад 700 приватних підприємців. Окрім того в районі працюють:
- в Лисянці — Лисянська ГЕС, збудована в 1954 та реконструйована в 2004 році, ВАТ «Лисянський молокозавод», лікеро-горілчаний завод, комбінат громадського харчування, ВАТ Лисянське АТП 17145, Лисянське МТЗ, ПП «Громова вода», шляхобудівельна механізована колона;
- у районі — цукровий завод (Бужанка), цегляний завод (Босівка) на базі родовища будівельної глини, деревообробні цехи (Хижинці), комбікормовий завод (Орли) та 2 піщаних кар'єри (Боярка).

### Транспорт

Автобусна зупинка в селищі Мар'янівка

В районі розвинені такі види транспорту як автомобільний, залізничний та трубопровідний. Автомобільні шляхи загального користування становлять 471 км, в тому числі з твердим покриттям — 246 км. Найважливішими автошляхами є автодороги Р-04 (Р-7, Т-1010) (Біла Церква-Звенигородка), Т-2403 (Корсунь-Шевченківський-Жашків) та Т-2408 (Лисянка-Городище). Парк приватних автомобілів нараховує приблизно 3000 одиниць.

#### Залізниця
До Черкаського родовища бентонітових глин (Дашуківка) підведена залізниця. На ній в районі збудовані тільки 2 залізничні станції — Дашуківка та Лисянка. 

##### Колишні ділянки вузькоколійних залізниць
У 1930 ті роки між цукровими заводами збудували дві гілки вузькоколійних залізниць:
- одна проходить через села Дібрівка, Ганжалівка, Орли, Шестеринці та Верещаки;
- друга проходить через села Тихонівка та Жаб'янка на Бужанку.

Обидві вони сходяться біля села Водяники Звенигородського району та прямують до Єрок, а саме залізничної станції Звенигородка. Тут раніше розташовувалося депо для ремонту та обслуговування вузькоколійної залізниці. 
До 20 сіл району та Лисянки були підведені газопроводи, що дали змогу селянам користуватись блакитним паливом. Одна гілка проведена від газопроводу «Уренгой-Ужгород» до сіл на півночі району. На півдні та сході друга гілка була проведена від газопроводу «Союз».
Лінії електропередачі та телефонного зв'язку підведені до кожного населеного пункту району. Родовище бентонітових глин в селі Дашуківка була проведена високовольтна ЛЕП з Київської області.

## Суспільство

### Культура
В районі діють кілька закладів культури, а саме в смт. Лисянка працюють районний державний краєзнавчий музей, музей-кімната С. Г. Савранського, будинок культури, міська та районна бібліотеки, а також діє осередок Всеукраїнської спілки краєзнавців «Витоки». У селах району діють:
- будинки культури — Шестеринці, Смільчинці, Почапинці, Журжинці, Хижинці, Дашуківка, Кам'яний Брід, Бужанка, Яблунівка, Шубині Стави, Рубаний Міст, Мар'янівка, Виноград, Босівка, Семенівка, Погибляк, Ріпки, Вотилівка, Федюківка, Петрівка-Попівка, Боярка та Чаплинка;
- сільські клуби — Будище, Орли, Ганжалівка, Дібрівка, Жаб'янка, Тихонівка, Верещаки, Петрівська Гута, Писарівка, Кам'яний Брід, Товсті Роги, Дубина, Шушківка;
- сільські бібліотеки — в кожному населеному пункті, окрім сіл Розкошівка, Михайлівка та Шушківка, а в селах Кам'яний Брід та Петрівка-Попівка їх по дві;
- музейні кімнати — Яблунівка, Шубині Стави, Босівка, Виноград, Чаплинка;
- народний музей в селі Погибляк;
- музейні комплекси туристичного маршруту «Золота підкова Черкащини» — Шушківка та Боярка.

### Охорона здоров'я
В районі діють центральна районна лікарня, районна санепідемстанція та центральна районна аптека в смт. Лисянка, фельдшерсько-акушерські пункти в кожному селі (окрім Михайлівки), дільничні лікарні в селах Виноград та Боярка; сільські амбулаторії в селах Бужанка та Почапинці; відділення центральної районної аптеки в селах Виноград, Боярка, Бужанка та Почапинці.

### Освіта

НВК в селищі Мар'янівка

#### Мережа навчальних закладів
На території Лисянського району  функціонує 23 загальноосвітні навчальні заклади, 19 дошкільних навчальних закладів (з них 17 у складі НВК — загальноосвітніх шкіл І-ІІ чи І-ІІІ ступенів); 2 освітні округи (на базі Лисянської ЗОШ № 2 та Лисянського НВК), позашкільний заклад — районний Будинок дитячої та юнацької творчості, а також Бужанський міжшкільний навчально-виробничий комбінат.

#### Мережа дошкільної освіти
Дошкільну освіту діти здобувають у 19 дошкільних установах, у тому числі серед 17 НВК. З них 3 міських та 16 сільських закладів. Станом на 1 січня 2014 року дошкільною освітою охоплено 762 дітей дошкільного віку, що становить 97 % від загальної кількості дітей району.

#### Мережа загальної середньої освіти
Протягом 2009–2013 років відбулись зміни в мережі навчальних закладів, зменшився контингент учнів. 2012 року за рішенням сесії Лисянської районної ради від 28 лютого № 11-04/VI до Петрівсько-Попівської загальноосвітньої школи І-ІІІ ступенів було приєднано дошкільну установу «Малятко», утворивши Петрівсько-Попівський НВК «Дошкільний навчальний заклад — загальноосвітня школа І ступеня»; Рубаномостівську ЗОШ І ступеня було реорганізовано шляхом приєднання ДНЗ «Сонечко». Обидва заклади було передано на баланс сільських рад.
У сільській місцевості діє 21 загальноосвітній навчальний заклад, з них 17 — навчально-виховні комплекси. У навчальних закладах сільської місцевості навчається 1427 учнів. У загальноосвітніх навчальних закладах нараховується 194 класи (початкових класів — 68, середніх класів — 97, старших класів — 29), З них у сільській місцевості — 150 класів (початкових класів — 53, середніх класів — 74, старших класів — 23). Середня наповнюваність класів у 2013—2014 навчальному році по району становила 11,4 учнів, у сільській місцевості 9,5 учнів на клас. Наповнюваність закладів по району становить 96 учнів, у сільській місцевості — 68 учнів на заклад.

## Релігійні громади
В районі серед різних релігійних громад виділяються:
- Українська православна церква Московського патріархату — 15 громад;
- Українська православна церква Київського патріархату — 6 громад;
- Євангельські християни-баптисти — 16 громад;
- Пресвітеріанська християнська церква «Благодать» — 1 громада;
- Помісна незалежна християнська церква повного Євангелія — 2 громади;

Церква християн віри євангельської «Джерело життя» — 1 громада;
- Адвентисти сьомого дня — 7 громад.

Серед храмів та церков району слід виділити Храм святого Михаїла (Лисянка), Церква святих мучениць Віри, Надії, Любові та матері їх Софії (Боярка), Храм святого Миколая (Вотилівка; XIX ст.), Свято-Успенська церква (Чаплинка), Церква Різдва Пресвятої Богородиці (Журжинці).

## Туризм

### Туристичні маршрути
Лисянський район багатий на туристичні пам'ятки архітектури, природи та історичних подій. З них до маршруту «Золота підкова Черкащини» відносяться:
- музейний комплекс просто неба в селі Шушківка;
- музейний комплекс просто неба в селі Боярка (Порадівка).

Окрім того існують туристичні маршрути:
- місцями народно-визвольної боротьби українського народу за незалежність 1648–1654 років під проводом Богдана Хмельницького — села Журжинці, Боярка, Чаплинка, Погибляк, Виноград, Кам'яний Брід та смт. Лисянка;
- місцями народно-визвольної боротьби 1917–1921 років — села Хижинці, Семенівка, Боярка, Виноград, Смільчинці та смт. Лисянка;
- місцями боїв Корсунь-Шевченківської битви 1944 року — села Журжинці, Почапинці, Хижинці, Шестеринці, Бужанка, Дашуківка, Чеснівка, Тихонівка, Яблунівка, Шубині Стави, Босівка, Виноград, Вотилівка, Федюківка, Лисянка та територія колишнього села Тетянівка.

### Туристичні об'єкти

Панський маєток в селищі Мар'янівка

- майдан «Бурти» — пам'ятка архітектури II тисячоліття до н. е., VI століття до н. е. та XVI–XVII століть в селі Чаплинка;
- пам'ятка природи місцевого значення «Калиновий кущ» поблизу села Хижинці;
- районний державний краєзнавчий музей в смт. Лисянка;
- пам'ятка природи загально-державного значення «Козацькі вали» (600 га) та «Зміїні вали» протяжністю 10 км в селі Хижинці;
- народний музей в селі Погибляк;
- маєток та парк XVII століття в селищі Мар'янівка;
- урочища «Громова вода» та «Карлсбад» в смт. Лисянка;
- парк — пам'ятка садово-паркового мистецтва в селі Рубаний Міст;
- місця проживання Т. Г. Шевченка — села Шестеринці, Будище та смт. Лисянка;
- старі цукроварні XIX століття;
- каскад ГЕС на річці Гнилий Тікич — Чаплинська, Боярська (1940), Семенівська (1956), Кам'янобрідська (1958) та Лисянська (1954);
- церква Різдва Пресвятої Богородиці (1830) в селі Журжинці;
- Покровська церква (1889) у селі Верещаки;
- церква Св. Олександри (1838) у селі Яблунівка;
- пам'ятки архітектури польської доби в селах Боярка, Петрівка-Попівка, Виноград та Орли.

## Відомі люди

Лубко М. П.

В районі народились багато відомих людей України та колишнього Радянського Союзу, героїв німецько-радянської війни. Допускається, що одним з імовірних місць народження гетьмана України Богдана Хмельницького була Лисянка, оскільки його батько був громадянином містечка. В селі Будище знаходиться маєток пана Енгельгардта, в якому козачкував Тарас Шевченко.
Серед відомих людей району:
- Лисянка:
  - Іван Глущенко (1907–1990) — генетик, селекціонер, академік ВАСГНіЛ;
  - Микола Лубко (1946–2008) — член спілки письменників України, історик, краєзнавець;
  - Йосип Димінський (1843–1893) — фольклорист, етнограф, педагог, член Російського географічного товариства;
  - Іван Макушенко (1867–1955) — художник;
  - Максим Кривоніс (1648—?) — полковник Лисянського полку;
- Боярка:
  - Микола Олексійович Супрун (1961) — працівник Верховної Ради України та Кабінету Міністрів, меценат;
  - Химіч Василь Сидорович (1907–1951) — Герой Радянського Союзу;
  - Яровий Пилип Степанович (1919–1942) — Герой Радянського Союзу;
  - Юліан Тодосійович Кіношенко (1929) — професор, доктор медичних наук;
  - Іван Омелькович Поваженко (1901–1991) — перший заслужений діяч науки і техніки УРСР, професор, доктор ветеринарних наук;
- Хижинці:
  - Яким Онопрійович Совенко (1914–1945) — Герой Радянського Союзу;
  - Юрій Андріянович Лавріненко — літературний критик, публіцист, історик, диктор радіо «Свобода»;
  - Тетяна Михайлівна Кривенко (1943) — заслужений вчитель УРСР;
- Чеснівка — Євген Костянтинович Тищик — Герой Радянського Союзу;
- Почапинці:
  - Володимир Михайлович Щербатюк (1968) — доцент КНУВС, вчений, дослідник, голова Лисянської РСК «Витоки»;
  - Тетяна Михайлівна Черевченко — член-кореспондент НАН України, головний редактор журналу «Інтродукція рослин»;
- Верещаки — Ілля Гаврилович Шульга (1921–1993) — професор, історик, заслужений діяч вищої школи;
- Ганжалівка — Василь Миколайович Шкляр (1951) — український письменник;
- Семенівка — Ілько Вакулович Корунець (1922) — професор лінгвіст, член національної спілки письменників України;
- Босівка — Іван Климентійович Козятинський (1920) — кавалер трьох орденів Слави;
- Виноград:
  - Надія Павлівна Гарбуз (1955) — заслужений вчитель України;
  - Іван Петрович Козка (1906–1992) — кавалер трьох орденів Слави;
- Рубаний Міст — Ніла Вікторівна Зборовська (1962–2011) — літературознавець, письменниця і психоаналітик.

Див. також: Категорія:Персоналії:Лисянський район